# Las Palmeras (Málaga)
Las Palmeras es un barrio perteneciente al distrito Este de la ciudad andaluza de Málaga, España. Según la delimitación oficial del ayuntamiento, limita al norte y noroeste con el barrio de Los Pinos del Limonar; al este y al sur, con El Limonar; y al oeste, con La Vaguada.

## Transporte
En autobús, queda conectado mediante las siguientes líneas de la EMT: 
| Línea | Trayecto                       | Recorrido | Frecuencia    |
| ----- | ------------------------------ | --------- | ------------- |
| 32    | Alameda Principal - El Limonar | Recorrido | 16-18 minutos |